# Бризолі (з вафлями)
Бризолі з вафлями — сучасна страва, яка набула популярності як в Україні, так і в інших європейських країнах. Основу бризолів складає курячий фарш, у який додаються маленькі шматочки обжареної цибулі, перець (гіркий або солодкий) і петрушка. Від кількості цибулі залежить соковитість бризоль.
Фарш кладеться поміж двох вафельних коржів круглої чи іншої форми, отриманий «сендвіч» вмочується в яєчно-молочну суміш з борошном (або в яєчно-борошняну суміш). Потім обсмажується в олії до хрусткої скоринки.
Коржі для страви, як правило, використовуються вже готові, хоча можливе й домашнє їх приготування: для цього потрібно мати спеціальну вафельницю. Тісто замішують з молоком, яйцями, цукром і вершковим маслом або олією. Тісто потроху наливають у вафельницю та смажать у ній.